# Ralph Evans
Ralph Evans (nacido el 20 de diciembre de 1953) en el Valle de Rhondda, Gales del Sur. Sus padres fueron Gwynfor Evans y Jean. Ralph es el mayor de seis hijos. A la edad de siete años, su familia se trasladó a Waterlooville, Hampshire, donde más tarde su padre creó y dirigió el club de boxeo Waterlooville (todavía en existencia hoy en día). Ralph Evans es un ex boxeador de Gran Bretaña que ganó la medalla de bronce en la división de Peso minimosca ligero (- 48 kg) en los Juegos Olímpicos de Múnich 1972, Alemania Occidental. En las semifinales, fue derrotado por el eventual medallista de oro de Hungría György Gedó. Después de retirarse del boxeo, Ralph le ofreció un puesto como jinete de carrera profesional, sino que estableció su creación de su propia familia y empresa de desarrollo inmobiliario que se está ejecutando en la actualidad. Está divorciado y tiene dos hijos Donna y Gareth y vive en Hayling Island, Hampshire.